# فرودگاه نورث پری
 فرودگاه نورث پری (به انگلیسی: North Perry Airport) یک فرودگاه همگانی بهره‌برداری هوایی با کد یاتا HWO است که یک باند فرود آسفالت دارد و طول باند آن ۹۸۸ متر است. این فرودگاه در شهر هالیوود، فلوریدا کشور ایالات متحده آمریکا قرار دارد و در ارتفاع ۲ متری از سطح دریا واقع شده است.